# Fairey Firefly
Il Fairey Firefly era un aereo da caccia monomotore ad ala bassa destinato all'impiego sulle portaerei, prodotto dall'azienda britannica Fairey Aviation Company Ltd negli anni quaranta.
Considerato uno dei caccia imbarcati più rappresentativi impiegati nella Fleet Air Arm della Royal Navy, venne utilizzato a partire dall'autunno del 1943 in tutti i teatri della seconda guerra mondiale fino a oltre la guerra di Corea, durante la quale vennero impiegati intensamente gli esemplari delle varianti più recenti.
Successore del Fulmar, il Firefly venne utilizzato, oltre che nel suo ruolo principale, come caccia notturno, ricognitore, addestratore e antisommergibile, sia in patria sia all'estero.

## Storia del progetto
L'origine del Firefly (in inglese: lucciola) risale al giugno del 1939, quando l'Air Ministry emise due richieste (rispettivamente nº 8/39 e nº 9/39) per la realizzazione di velivoli da caccia per la marina, uno monoposto e uno biposto armato con quattro mitragliatrici Browning, alloggiate in una torretta dorsale situata nella zona posteriore della cabina di pilotaggio.

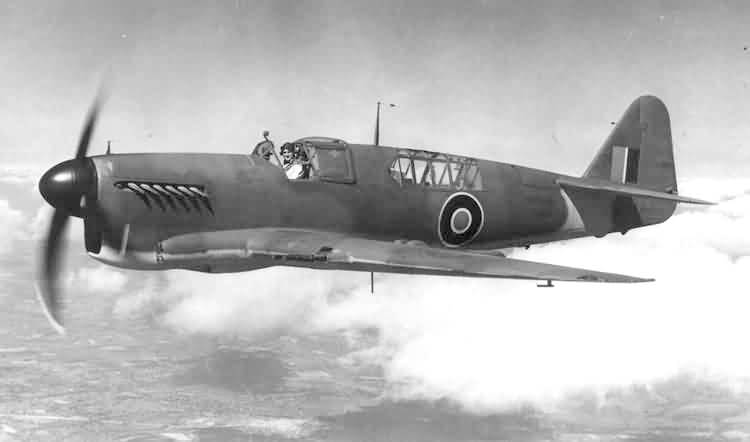
Uno dei Firefly delle prime versioni costruite: si notino i cannoni nelle ali ancora non completamente carenati

Circa il velivolo biposto, le negative esperienze maturate nel campo dei "turret fighters" (con il Bolton Paul Defiant e il Blackburn Roc) condussero le autorità britanniche e gli stessi costruttori a orientarsi verso velivoli più tradizionali: la richiesta venne quindi aggiornata (assumendo il nº 5/40) e conformata alla proposta nel frattempo pervenuta dalla Fairey, basata sullo sviluppo del precedente Fulmar. In particolare le indicazioni pervenute dalla Fleet Air Arm confermarono la scelta della formula biposto, per quanto questa andasse a discapito delle prestazioni.
Alla fine di maggio del 1940 la Fairey fu in grado di presentare il mockup del proprio progetto ottenendo, nel volgere di pochi giorni, l'ordine di realizzare tre prototipi (numero che sarebbe successivamente salito a quattro) e, sotto le urgenti necessità determinate dall'evolversi della guerra, duecento esemplari di serie.
Il prototipo venne completato nel dicembre del 1941 e il 22 di quello stesso mese venne portato in volo, dalla striscia erbosa del Great West Aerodrome dal pilota collaudatore Chris Staniland che, sei mesi dopo, perse la vita a causa di un incidente occorso durante i test svolti con il secondo prototipo del Firefly.
I risultati delle prime prove portarono a modifiche di dettaglio e, malgrado un secondo incidente minore in fase di atterraggio, il terzo esemplare del nuovo caccia iniziò le prove di volo da una portaerei, nello specifico la HMS Illustrious, nel marzo (oppure maggio) del 1943.

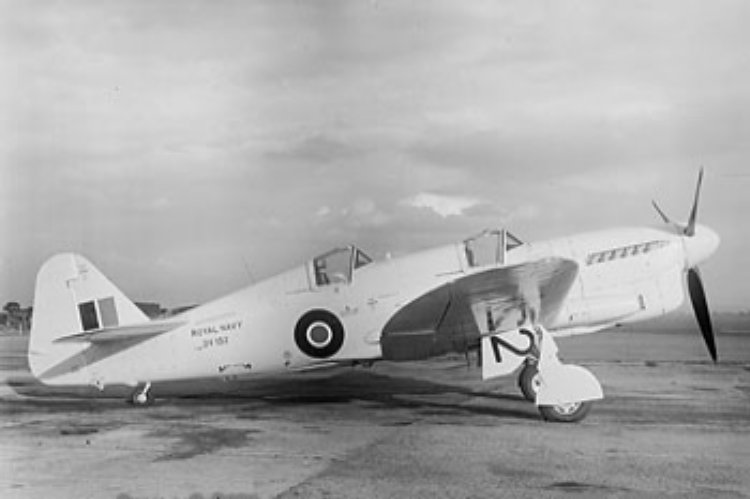
Un Firefly biposto da addestramento, T Mk.I

La prima serie di velivoli (tutte le versioni identificate come Mk.I) era sostanzialmente invariata rispetto al prototipo, presentando alcune differenze solamente nel timone; per il resto il nuovo caccia tradiva nell'aspetto esteriore la discendenza dal Fulmar dal quale lo distinguevano prevalentemente il motore Rolls-Royce Griffon (al posto del Merlin), il pesante armamento costituito da quattro cannoni calibro 20 mm e l'ala a pianta ellittica dotata di particolari flap di tipo "Fairey-Youngman" (già introdotti nell'aerosilurante Barracuda). In particolare queste appendici garantivano al velivolo ottima manovrabilità in volo e ne facevano, seppur prevalentemente destinato a missioni di scorta e di difesa delle unità della flotta, un osso duro anche nei combattimenti ravvicinati come dimostrato da prove comparative svolte sia in patria sia negli Stati Uniti. Nel periodo compreso tra marzo del 1943 e novembre del 1946 vennero costruiti oltre 900 Mk.I suddivisi in tre versioni principali: l'originaria F Mk.I (più tardi ridenominato F.1, da caccia), la FR Mk.I (FR.1, caccia e ricognitore) e la NF Mk.I (NF.1, caccia notturno). Di questi velivoli 132 furono costruiti con un contratto di subfornitura assegnato alla General Aircraft Company. Ancora appartenenti alla prima versione del velivolo, in epoca successiva vennero realizzate varianti da addestramento (T.1 e T.2) e per il traino di bersagli (TT.1); in questo caso però si trattava di aerei delle varianti precedenti convertiti mediante opportune modifiche.
In ordine cronologico la seconda versione del Firefly a uscire dalle catene di montaggio fu la NF Mk.II, destinata alla caccia notturna, portata in volo nel marzo del 1943. Questa versione impiegava il radar British Airborne Interception Mk.X, un complesso strumento contenuto in due radome subalari azionato da un pesante generatore disposto in fusoliera la cui installazione aveva provocato la variazione del baricentro dell'aereo, cui si era ovviato mediante l'allungamento di 18 (oppure 15) pollici della fusoliera, nella sezione frontale. L'approssimativo funzionamento del radar e l'allungamento del muso della fusoliera (che alterava la visibilità anteriore del pilota e riduceva la stabilità del velivolo) portarono, nel giugno del 1944, all'annullamento del contratto sottoscritto per 328 esemplari dopo che solo 37 unità erano state costruite: la sopravvenuta disponibilità del più leggero radar statunitense ASH (AN/APS-4) consentì di posizionare l'apparato in un singolo radome di polimetilmetacrilato disposto sotto il muso, senza dover alterare la struttura del Firefly. Questa nuova soluzione, utilizzata sui velivoli FR Mk.I allora in produzione, diede origine alla variante NF Mk.I.
Già nel corso del 1943 la Fairey cercò soluzioni per migliorare le prestazioni del Firefly e, a tal fine, una cellula di Mk.I fu prelevata dalla catena di montaggio e dotata della più recente versione del motore Griffon (Mk.61) che, dotata di doppio compressore meccanico a due stadi, sviluppava potenze più elevate rispetto alle precedenti, impiegate fino a quel momento. Il prototipo, identificato come Firefly Mk.III e caratterizzato dalle dimensioni più ampie del radiatore anulare disposto sotto il muso, fu portato in volo il 22 luglio del 1943 presso la base RAF di Boscombe Down, con risultati deludenti: anche a 5 500 m di altitudine il guadagno in termini di velocità era inferiore a 40 km/h mentre la nuova, più ampia, presa d'aria frontale per il radiatore generava alterazioni aerodinamiche che incidevano negativamente sul controllo direzionale e sulla stabilità longitudinale dell'aereo. La Fairey optò per una soluzione diversa nella disposizione dei radiatori e lo sviluppo della versione Mk.III venne abbandonato, per concentrarsi sulla nuova Mk.IV, il che costò l'annullamento dell'ordine già ricevuto per la produzione di 100 caccia in configurazione Mk.III.
L'insuccesso della versione Mk.III condusse i progettisti della casa costruttrice a rivedere in modo più sostanziale la configurazione del Firefly al fine di poterne migliorare le prestazioni. Ebbe così origine la versione Mk.IV nella quale fu ampiamente modificato l'impianto di raffreddamento del motore: venne abbandonata la soluzione con il radiatore disposto sotto il muso che fu sdoppiato e trasferito all'interno dello spessore alare, alla radice di ciascuna semiala. Il prototipo della nuova versione volò per la prima volta nell'agosto del 1944 seguito, nel maggio successivo, da un secondo esemplare ulteriormente modificato nella forma delle semiali (ora non più ellittiche ma troncate alle estremità) e in quella della deriva. Il Firefly Mk.IV montava una più recente versione del Griffon (la 72 nei prototipi, divenuta in seguito 74 nei velivoli di serie), anch'essa dotata compressore meccanico a doppio stadio e due velocità, cui fu accoppiata un'elica quadripala in sostituzione della soluzione tripala delle precedenti versioni. Altra modifica esteriormente percepibile era costituita dalla presenza di due radome subalari di cui uno (a destra) contenente l'antenna del radar e l'altro un serbatoio supplementare di carburante. Le modifiche approvate furono applicate già ai Mk.I ancora sulle linee di montaggio, mentre i primi esemplari di FR.4 furono consegnati alla Fleet Air Arm nel settembre del 1946 per divenire operativi nei reparti nel mese di febbraio dell'anno successivo, sebbene il loro impiego fosse limitato alle basi situate sulla terraferma. Come già per le precedenti versioni anche la Mk.4 vide la trasformazione di alcuni velivoli in caccia notturni (ridesignati FN.4, con interventi di dettaglio, che non modificavano l'aspetto esteriore degli aerei) e in traini per bersagli (TT.4).

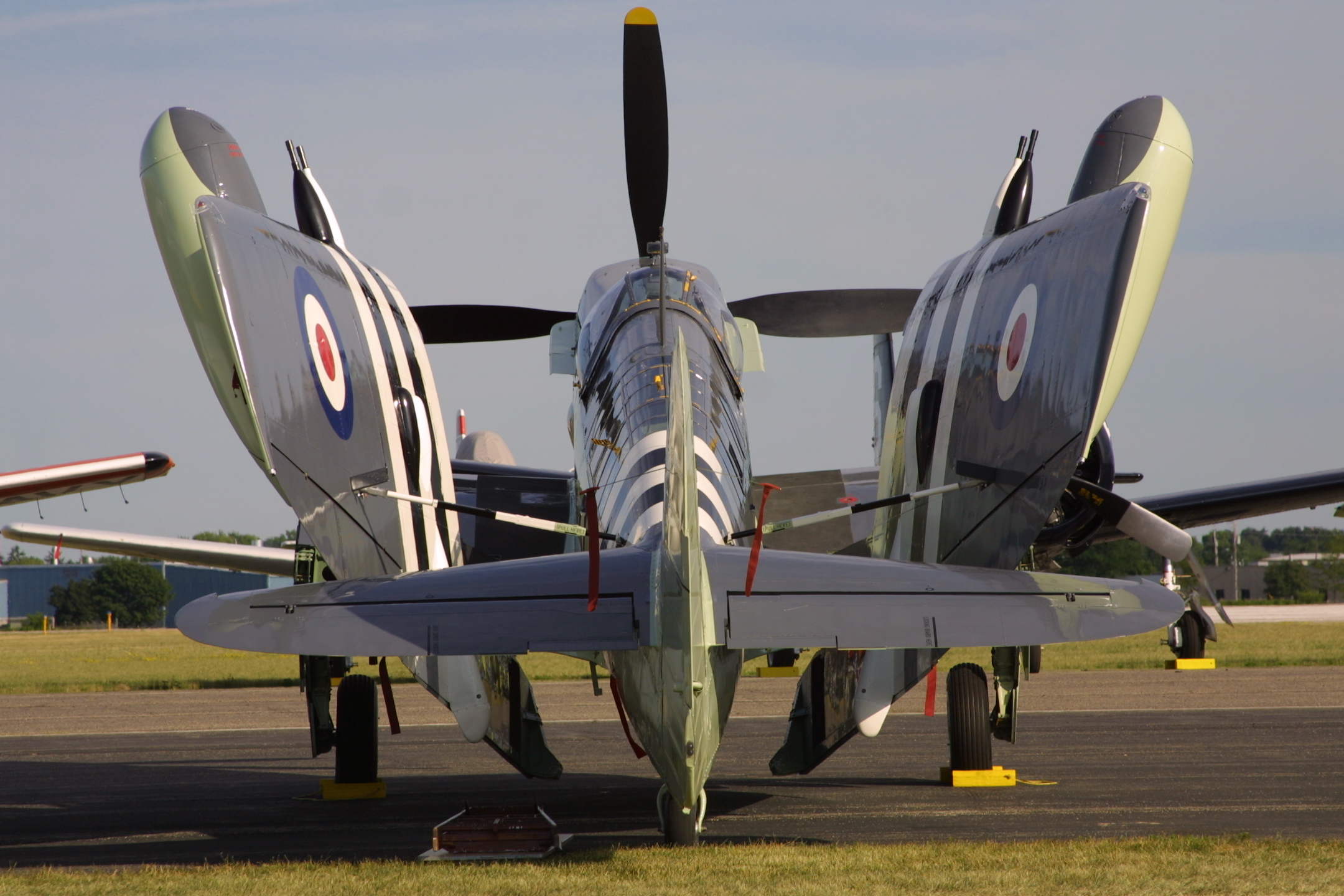
Vista posteriore di un Firefly con le semiali ripiegate per il rimessaggio

Negli anni successivi la Fairey lavorò allo sviluppo del Firefly mantenendone sostanzialmente invariata la cellula ma dotandola di apparecchiature specifiche che ne differenziavano sempre più il ruolo operativo: la versione Mk.5, il cui primo volo risale al 12 dicembre 1947, ebbe perciò origine in tre varianti distinte dedicate rispettivamente ai ruoli di caccia e ricognitore (FR.5), caccia notturno (FN.5) e antisommergibile (AS.5) tra loro intercambiabili in base all'equipaggiamento di volta in volta installato. A partire dal gennaio del 1949 gli esemplari delle varianti Mk.5 furono dotati di sistema idraulico per il ripiegamento delle semiali (del quale furono poi dotati anche tutti i Mk.5 già consegnati). Anche nel caso di questa versione, in un secondo tempo alcuni velivoli (due, per la precisione) vennero trasformati in traini di bersagli.

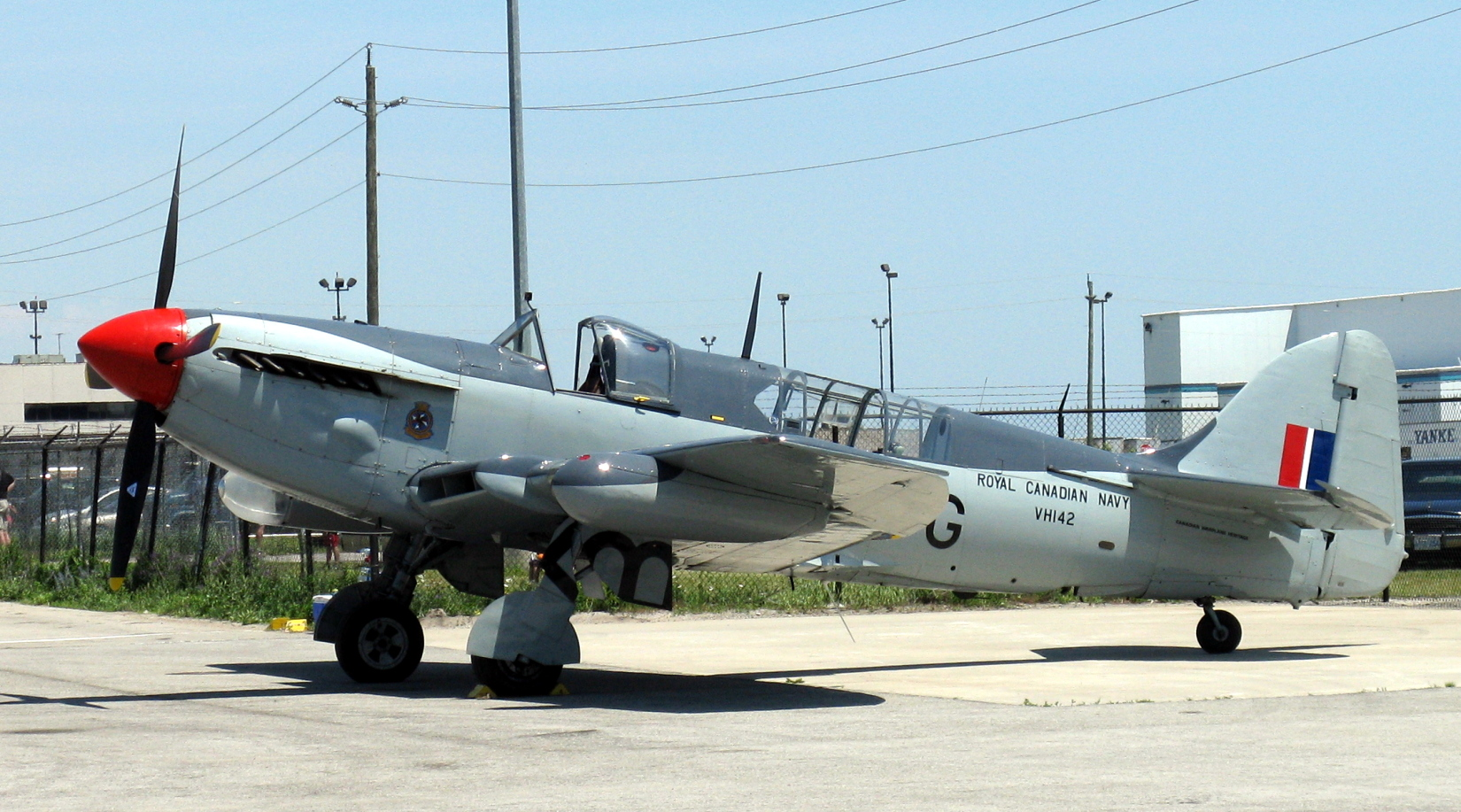
Un Firefly Mk.5 della Royal Canadian Navy

La necessità espressa dalla Fleet Air Arm di dotarsi di un velivolo antisom specificamente concepito portò alla realizzazione della variante Mk.6, prodotta nella versione AS.6 a partire dal mese di marzo del 1949. Caratterizzata dall'assenza dei cannoni nelle semiali, presentava la possibilità di griglie subalari per il trasporto di armi e/o sistemi dedicati alla lotta ai sottomarini (quali razzi, bombe di profondità e boe sonore direzionali) ed era dotata di carrello d'atterraggio con le gambe anteriori più lunghe rispetto a quelle delle precedenti versioni. Ancora una volta, in epoca successiva, alcuni esemplari (quattro) vennero impiegati per il traino dei bersagli per l'addestramento.
Ultima, e poco fortunata, versione del Firefly fu la Mk.7: destinata a compiti antisom e realizzata appositamente in attesa della consegna ai reparti del nuovo Fairey Gannet, vedeva il ritorno alla configurazione con il radiatore disposto sotto il muso, in considerazione dell'impiego di un motore di potenza ridotta (stante il ruolo del velivolo che non richiedeva particolari prestazioni velocistiche) e alla forma ellittica delle semiali. Dotato di nuove apparecchiature radar, che richiesero lo spostamento dei radome verso le estremità alari e l'utilizzo di un terzo membro d'equipaggio alloggiato nella parte posteriore della fusoliera fornita di vetrature più ampie, il nuovo velivolo fu portato in volo il 22 maggio del 1951. La presenza del terzo membro d'equipaggio aveva richiesto l'allungamento della fusoliera e, unitamente all'impiego di apparati più complessi, aveva portato all'aumento del peso del velivolo cui la Fairey cercò di far fronte rivedendo le dimensioni dell'ala. Le prove di volo mostrarono che tali modifiche avevano avuto un effetto negativo sulla stabilità del Firefly: il tentativo di ovviare a questi problemi ridisegnando la coda non portò alla loro definitiva scomparsa tanto che la Fleet Air Arm decise una drastica riduzione negli ordinativi, destinando il Firefly a compiti di addestramento (con la designazione T.7) e adottando lo statunitense TBM Avenger quale soluzione ad interim in attesa delle consegne del Gannet. Alcuni esemplari della versione Mk.7 vennero successivamente trasformati in droni nell'ambito di un programma per lo sviluppo di sistemi d'arma guidati a distanza, ricevendo (a seconda dei casi) le denominazioni T.7D, U.7, T.8, U.8 e U.9.

## Tecnica

### Cellula

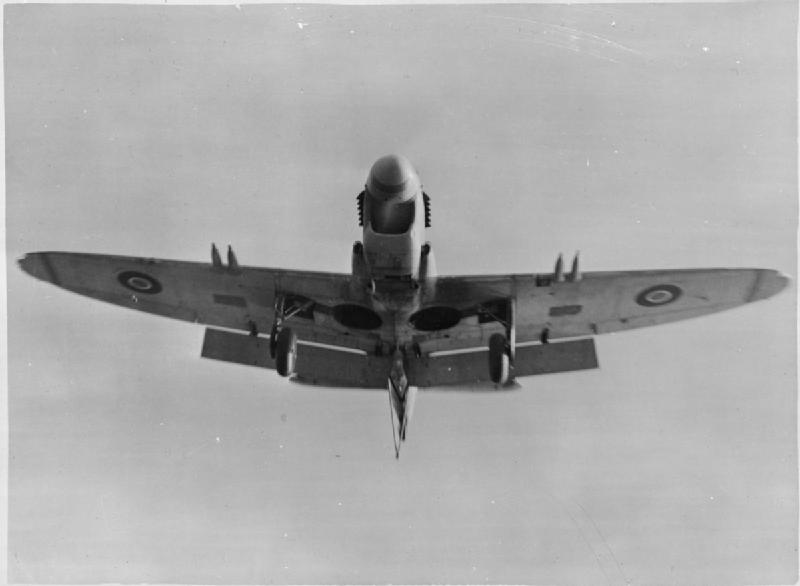
Un Firefly in fase di appontaggio; si notino i flap in posizione estesa

Il Firefly era un monoplano monomotore, ad ala bassa e biposto. La fusoliera alloggiava i due membri dell'equipaggio in due distinti abitacoli: il primo, destinato al pilota, era sovrastato da un cupolino leggermente bombato all'interno del quale il sedile era disposto in posizione rialzata, per consentire una migliore visibilità in tutte le fasi del volo. Il secondo, destinato al navigatore, era di dimensioni più lunghe, realizzato a filo della fusoliera e costituito da numerosi trasparenti a intelaiatura metallica.
Aspetto caratteristico delle versioni da addestramento era la conformazione del secondo abitacolo che, diversamente dalle versioni operative, riprendeva la forma e la copertura dell'abitacolo del pilota e si innalzava ben al di sopra della linea della fusoliera.
Nella variante AS.7 la cabina posteriore prevedeva l'alloggiamento di due membri d'equipaggio destinati alla gestione delle apparecchiature radar e di rilevazione dei segnali delle boe sonore rilasciate in fase di ricerca.
Dal punto di vista estetico il Firefly era caratterizzato dalla netta separazione tra le versioni Mk.I, Mk.II, Mk.III e Mk.7 (da un lato) e le Mk.4, Mk.5 e Mk.6 (dall'altro): nel primo caso il velivolo presentava il muso con radiatore anulare con presa d'aria inferiore e semiali di pianta ellittica, mentre nel secondo gruppo di versioni i radiatori erano disposti nello spessore alare con prese le d'aria nella radice del bordo d'entrata e le semiali con le estremità "troncate". In tutti i casi le semiali erano ripiegabili (con movimento di rotazione a 90° e ripiegamento verso la coda, parallelamente alla fusoliera), alloggiavano il carrello d'atterraggio (retrattile, con movimento verso l'interno) ed erano dotate di particolari flap (definiti "Fairey-Youngman") che favorivano il controllo dell'aereo in particolare alle basse velocità. A partire dalla versione Mk.5, il sistema di ripiegamento delle semiali era di tipo oleopneumatico.
L'impennaggio aveva disegno classico, con lo stabilizzatore orizzontale collocato alla base della deriva; il cono posteriore della fusoliera alloggiava il ruotino posteriore del carrello mentre il gancio d'arresto, per l'appontaggio sulle portaerei, era incernierato sotto la fusoliera, all'altezza della fine dell'abitacolo posteriore.

### Motore
La propulsione del Firefly venne affidata, durante tutto l'arco dello sviluppo del velivolo, al Rolls-Royce Griffon, all'epoca il più recente dei V-12 realizzati dall'azienda motoristica britannica.
Di cilindrata di poco inferiore ai 37 000 cm³, il Griffon aveva i dodici cilindri disposti su due bancate a formare una V di 60°; raffreddato a liquido, nelle ultime versioni prodotte venne sovralimentato con un compressore meccanico a doppio stadio e a due velocità.
La versione IIB, installata sui Firefly Mk.I, era in grado di sviluppare la potenza di 1 735 hp mentre i velivoli della versione Mk.4 erano equipaggiati con i Griffon 74 la cui potenza era pari a 2 245 hp.
La disposizione delle componenti dell'impianto di raffreddamento del motore, influenzò considerevolmente lo sviluppo del Firefly e ne determinò in larga parte l'aspetto esteriore: infatti mentre le prime versioni dell'aereo erano dotate di presa dinamica "a tunnel" sotto il muso, destinata a convogliare il flusso d'aria verso un singolo radiatore, le versioni realizzate nell'immediato dopoguerra abbandonavano tale soluzione in favore di una presa d'aria disposta nel bordo d'entrata delle semiali, alla radice di ciascuna semiala. Tale spostamento venne determinato al fine di provvedere alla maggior necessità di aria per il raffreddamento del motore di maggior potenza, dopo che il tentativo di ampliare la dimensione della presa d'aria sotto il muso si mostrò controproducente nella versione Mk.III presto abbandonata. La soluzione della singola presa d'aria inferiore venne nuovamente utilizzata con la versione Mk.7 dotata però di motore Griffon 57, con potenza di 1 960 hp.
Per quanto riguarda l'elica, le prime versioni del Firefly prevedevano l'impiego di una tripala a passo variabile, realizzata dalla Rotol; la stessa azienda realizzò anche le quadripala installate sulle versioni dalla Mk.4 in poi. Su un esemplare di FR Mk.4 venne anche sperimentato, senza alcun seguito produttivo, l'impiego di una doppia elica controrotante.

### Sistemi
La necessità di contrastare gli attacchi notturni portati dalla Luftwaffe portò alla richiesta di una versione da caccia notturna del Firefly; identificata come NF Mk.II, fu la prima (in ordine cronologico tra quelle del Firefly) a impiegare un sistema di intercettazione radar: si trattava di uno strumento di produzione britannica, l'Airborne Interception Mk.X.

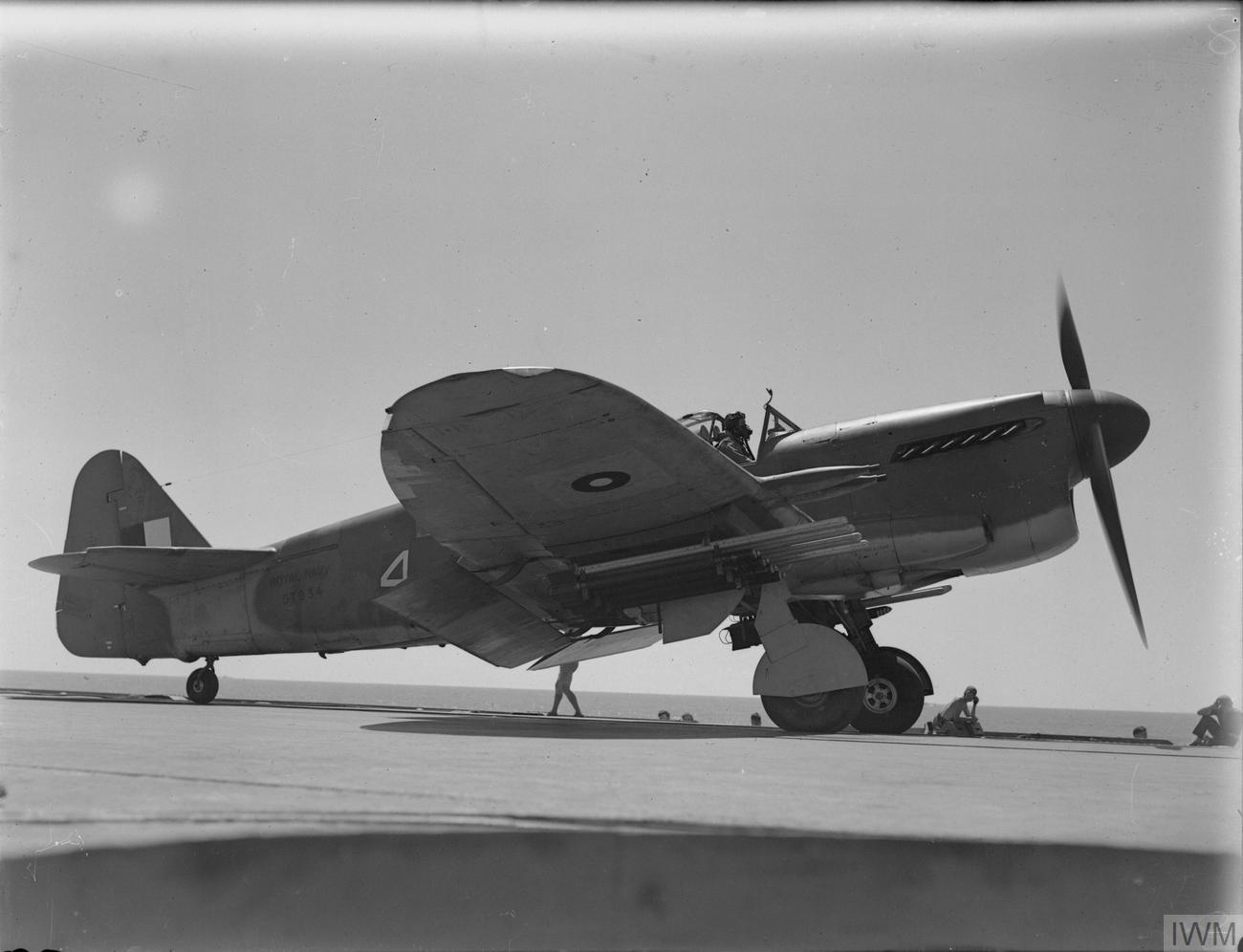
Un Firefly sul ponte di volo della portaerei HMS Indefatigable; in bella vista le rastrelliere subalari dotate di razzi

L'AI Mk.X era composto da due elementi, uno trasmittente e uno ricevente, alloggiati in due radomi separati disposti nel bordo d'entrata delle semiali, nello spazio tra la fusoliera e i cannoni; la sincronizzazione dei due apparati risultò difficile e portò a preferire altri tipi di radar che, nel frattempo, si erano resi disponibili.
La Fairey fu infatti autorizzata a utilizzare il radar statunitense AN/APS-4 (noto anche come ASH, sigla che costituiva l'acronimo di "Air to Surface H"): questo apparato, di dimensioni più contenute e dal funzionamento più semplice, venne montato sui velivoli della versione FR Mk.I (dando origine alla FR Mk.IA) e sugli esemplari della nuova versione da caccia notturna identificata come NF Mk.I; in queste versioni il radome contenente l'apparato radar era disposto al di sotto della sezione anteriore della fusoliera.
Il radar ASH venne impiegato anche nella variante FR.4, ma in questo caso era alloggiato nel bordo d'entrata alare (nella semiala di destra); la stessa soluzione venne mantenuta anche per la FR.5 sulla quale venne introdotto l'uso di un sistema di ammortizzazione delle vibrazioni del radar che ne migliorò le prestazioni. Ancora nelle varianti Mk.5 vennero impiegati un radioaltimetro e un sistema di segnalazione che indicava al pilota la presenza di un velivolo in coda. La versione AS.7 (i cui velivoli vennero poi convertiti in aerei da addestramento) era dotata del nuovo radar ASV-19A, alloggiato in un radome di dimensioni più contenute e spostato all'estremità della semiala.
Infine tutte le versioni impiegate in ruoli di contrasto dei sommergibili avevano la possibilità di lanciare boe sonar e di riceverne i relativi segnali; in particolare la versione AS.6 prevedeva la possibilità di impiegare boe sia di produzione britannica sia di produzione statunitense.

### Armamento
L'armamento del Firefly era costituito da quattro cannoni Hispano-Suiza HS.404 calibro 20 mm, alloggiati a coppie nelle semiali; nel corso della produzione i cannoni vennero dotati di una carenatura che ne ricopriva l'intera lunghezza al di fuori del bordo d'entrata alare. Nella variante AS.5 i cannoni Hispano-Suiza vennero rimpiazzati con altrettanti Aden, sempre calibro 20 mm. Solamente nelle varianti destinate all'addestramento e nelle più recenti antisom (AS.6 e AS.7) i cannoni, considerati superflui, non vennero installati (oppure eliminati nel corso delle modifiche).
I carichi di caduta che il Firefly poteva trasportare erano diversi, anche in funzione delle rastrelliere subalari che potevano essere installate. La versione FR Mk.I poteva trasportare fino a 2 000 lb di bombe (pari a 908 kg) ma, in alternativa, potevano essere impiegati 16 razzi da 3 in (76,2 mm) durante le missioni di bombardamento tattico. Nella versione AS.6 le rastrelliere subalari potevano trasportare bombe di profondità o mine.

## Impiego operativo

### Australia
L'impiego dei Firefly da parte della Royal Australian Navy ebbe inizio a partire dall'agosto del 1948 quando, unitamente agli Hawker Sea Fury, gli FR.5 furono imbarcati sulla HMAS Sydney. Tre anni dopo la Sydney e i suoi caccia, inquadrati nello Squadron 817, raggiunsero le coste coreane dove, fino al gennaio del 1952, operarono a supporto delle forze terrestri delle Nazioni Unite nel corso della guerra di Corea. I Firefly australiani portarono a termine poco più di 740 missioni i cui obiettivi erano principalmente le infrastrutture nordcoreane. Un secondo periodo operativo da parte della Sydney ebbe luogo dopo la firma dell'armistizio e in questo caso le missioni dei Firefly furono esclusivamente di peacekeeping.
La RAN utilizzò complessivamente 108 Firefly, suddivisi in tre Squadron di prima linea e tre di addestramento i cui velivoli erano FR.5 modificati con il secondo abitacolo rialzato. Altri sei esemplari furono modificati per l'impiego come traini di bersagli. I Firefly australiani sul finire degli anni cinquanta cominciarono a risentire dell'usura e della mancanza di parti di ricambio e furono progressivamente dimessi; gli ultimi aerei rimasero in servizio fino al 1966.

### Canada

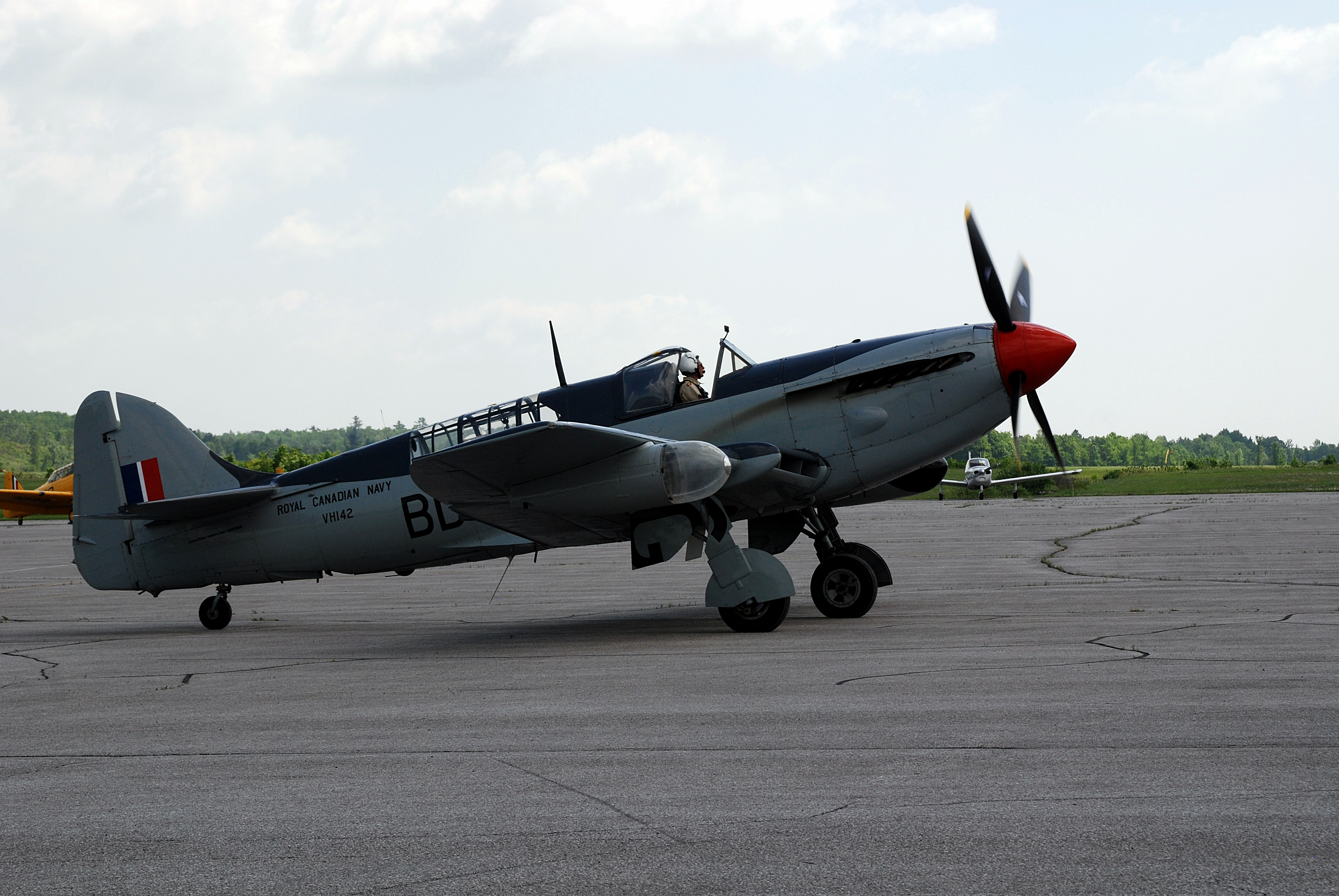
Un Firefly AS.6 con le insegne della Royal Canadian Navy

Nel dopoguerra la Royal Canadian Air Force mise in servizio ventinove Firefly FR.1, tredici FR.4, diciotto AS.5/FR.5, quattro T.1 e due T.2. Gli esemplari della versione FR.1 erano tutti provenienti dai reparti della Fleet Air Arm e furono acquistati tra il giugno del 1946 e l'aprile del 1947. La RCN prese in prestito nel 1948 gli FR.4 dal governo britannico in attesa dei nuovi esemplari della versione AS.5, le cui consegne ebbero luogo a partire dal successivo mese di febbraio. Nel frattempo, nel maggio del 1948, ebbero luogo le consegne degli addestratori T.1 cui si aggiunsero, nel febbraio del 1950, due esemplari di FR.1 convertiti (a cura della Fairey Aviation of Canada) alla versione T.2.
I Firefly canadesi operarono sia da basi sulla terraferma sia dalle portaerei della Royal Canadian Navy HMCS Warrior e Magnificent; i primi a essere definitivamente dismessi furono gli FR.1 nel 1950 mentre gli AS.5 vennero impiegati fino all'anno successivo, tutti sostituiti nei loro compiti dai TBM-3 Avenger.

### Danimarca
La carriera del Firefly con le insegne della danese Flyvevåbnet fu limitata all'impiego di esemplari destinati al traino dei bersagli per l'addestramento dei reparti di artiglieria antiaerea. Un primo lotto di due esemplari venne ordinato alla Fairey nell'estate del 1951; convertiti da due velivoli ex Fleet Air Arm della versione F.1, questi vennero rispettivamente consegnati in ottobre e novembre. Altri quattro velivoli pervennero, nel corso del 1952, all'aviazione danese dalla Royal Canadian Air Force nell'ambito del Mutual Aid Military Assistance Program: si trattava di quattro F.1 convertiti per compiti di traino bersagli che rimasero in servizio fino al 1959. All'epoca i tre velivoli ancora in condizione operativa furono venduti alla Svezia che li impiegò per fornire parti di ricambio agli esemplari in servizio.

### Etiopia
L'aviazione etiope (nota all'epoca come Imperial Ethiopian Air Force) cercò a più riprese di dotarsi di Firefly sia usati (dalla Fleet Air Arm) sia nuovi ordinandone, a tal fine, diversi esemplari direttamente all'azienda costruttrice. Dopo diversi tentativi, nel dicembre 1950 venne raggiunto un accordo per la vendita di trentacinque vecchi esemplari di F Mk.I che, ricondizionati, avrebbero dovuto essere consegnati a lotti alla IEAF. Il primo lotto di nove velivoli FR.1 e due T.2 risultò essere anche l'ultimo a causa di disaccordi intervenuti tra l'Etiopia e il Regno Unito che portarono alla rescissione del contratto di vendita. Nel marzo del 1954 tuttavia l'Etiopia acquistò quattordici Firefly surplus dal governo canadese, di cui 9 della versione FR.1, tre T.1 e due T.2.
L'impiego, relativamente poco intenso, di questi velivoli fu destinato al contrasto dei guerriglieri lungo le frontiere con il Sudan e la Somalia. Al termine della loro vita operativa gli aerei vennero dapprima immagazzinati in un hangar all'Asmara e poi parcheggiati al sole per circa 30 anni. In seguito quattro esemplari vennero acquistati da diversi musei: due in Sudafrica, uno dal National Aviation Museum di Ottawa e uno dal CFB Shearwater Aviation Museum, in Nuova Scozia.

### India
Fu nel corso del 1953 che la Bhāratīya Vāyu Senā si interessò al Firefly: ordinò alla Fairey cinque esemplari della variante TT.1 che, già appartenuti alla Fleet Air Arm, furono consegnati all'inizio dell'estate del 1954. Un ordine per altrettanti velivoli della variante TT.4 fu sottoscritto nel 1956 (gli aerei furono consegnati due anni dopo). Nei primi anni sessanta la loro manutenzione cominciò a farsi difficoltosa, soprattutto in ragione della carenza di parti di ricambio, e i velivoli furono radiati. Uno fu conservato in previsione dell'esposizione in un museo.

### Paesi Bassi

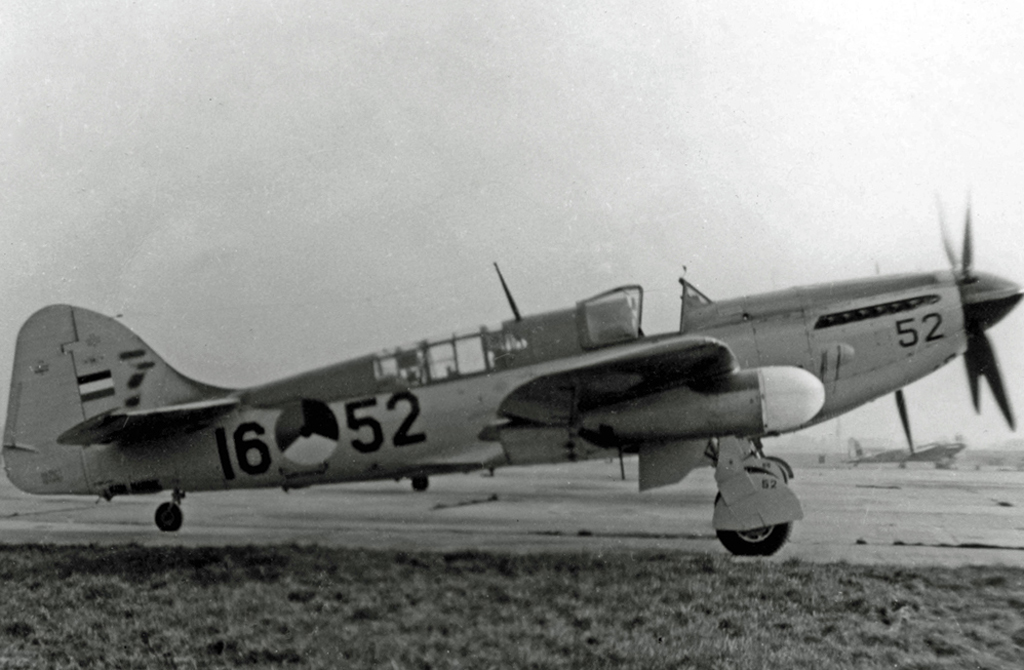
Un Fairey Firefly FR.4 della Marine Luchtvaartdienst

L'interessamento del Marine Luchtvaartdienst per i Firefly risale al 1945, anno in cui venne siglato l'ordine per trenta esemplari di F.1 le cui consegne ebbero inizio nel gennaio successivo. Quindici di questi furono assegnati allo Squadron 860 che, a bordo della portaerei Hr. Ms. Karel Doorman, raggiunse le Indie Orientali Olandesi. Schierati nelle basi situate nelle vicinanze di Surabaya, gli aerei operarono a supporto delle truppe di terra durante i combattimenti che portarono all'indipendenza dell'Indonesia.
Gli undici Firefly superstiti rientrarono in madrepatria dove sette di loro furono poi convertiti in configurazione da addestramento. Nel frattempo il Marine Luchtvaartdienst, nel corso del 1946, aveva ordinato quattordici nuovi velivoli (della serie FR.4) e altri quattordici nel 1949 (in questo caso FR.5). Oltre che in patria i velivoli vennero impiegati anche in reparti schierati nelle Antille Olandesi e nella Nuova Guinea Occidentale.
La carriera operativa dei Firefly olandesi, alcuni dei quali furono anche convertiti in traini per bersagli, ebbe termine nel corso del 1961, quando tutti gli esemplari superstiti furono definitivamente radiati.

### Regno Unito
La Fleet Air Arm fu la principale utilizzatrice del Firefly, che per lunghi anni costituì uno dei velivoli di punta impiegati dagli Squadron dell'aviazione di marina britannica.
I primi Firefly vennero consegnati alla fine di settembre del 1943 per formare il nuovo Squadron 1770, che svolse presso la Royal Naval Air Station Yeovilton (nel Somerset) le prime prove di volo. Nel maggio successivo l'addestramento proseguì a bordo della portaerei HMS Indefatigable, che nel mese di luglio venne inviata verso le coste norvegesi e impiegata nelle operazioni contro la nave da battaglia tedesca Tirpitz.
Lo Squadron 1771, imbarcato a bordo della HMS Implacable, si unì allo schieramento di forze alla metà di ottobre del 1944; anche in questo caso l'obiettivo principale era la Tirpitz. I Firefly erano inoltre impiegati in missione di scorta degli aerosiluranti Barracuda oppure impiegati direttamente in attacchi al suolo, in particolare contro le postazioni di artiglieria contraerea disposte a protezione dei porti o di altre installazioni costiere.
Sul finire del 1944 la Indefatigable venne assegnata alla British Pacific Fleet e con essa i Firefly che iniziarono le operazioni nel teatro del sud-est asiatico, in particolare con attacchi contro gli impianti di raffinazione del petrolio di Sumatra, sotto il controllo dei giapponesi.
Sempre nel corso del 1944 fecero la loro comparsa nei reparti gli esemplari da caccia notturna; mentre gli NF Mk.II furono presto giudicati inadeguati e non furono mai schierati in prima linea, gli esemplari della serie NF Mk.I furono assegnati allo Squadron 746 che, inquadrato nella "Naval Night Fighter Interception Unit", iniziò immediatamente lo sviluppo delle tattiche per l'intercettazione notturna.
Lo Squadron 746, nell'autunno di quello stesso anno, venne schierato presso la base RAF di Coltishall (nel Norfolk) per contrastare le operazioni notturne dei bombardieri Heinkel He 111 impiegati nel lancio delle V1, senza per altro far registrare abbattimenti. Nei mesi successivi altri esemplari della variante NF Mk.I vennero utilizzati, imbarcati sulle portaerei di scorta, in missioni di supporto ai convogli navali nelle acque del mare del Nord oppure furono assegnati alla "Night Fighter Training School" di recente istituzione.

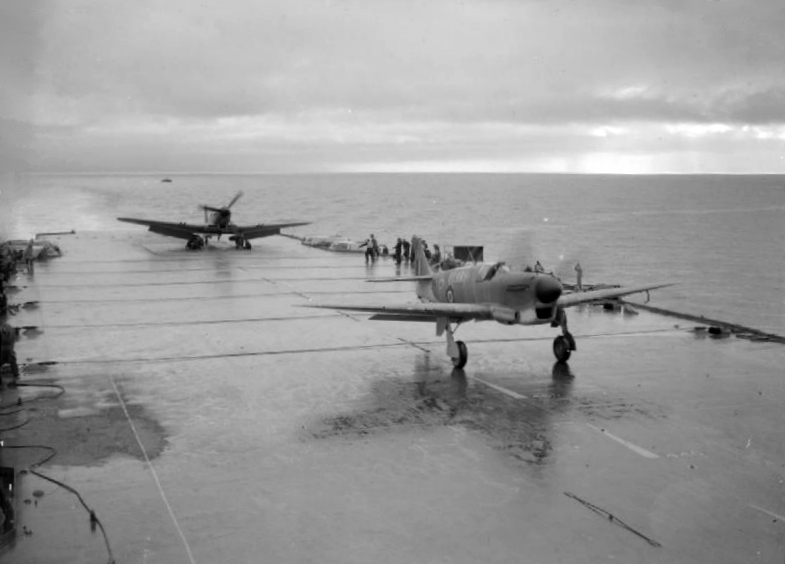
Un Firefly della versione Mk.I in decollo dal ponte della portaerei ; sullo sfondo un Supermarine Seafire

Nel frattempo i Firefly andarono a equipaggiare altri reparti: lo Squadron 1772 (imbarcato sulla HMS Empress, una portaerei di scorta) e un reparto da addestramento, lo Squadron 766, di base nei pressi di Inskip (nel Lancashire). Nei primi giorni di marzo del 1945 anche lo Squadron 1772, nel frattempo trasferito sulla HMS Ruler, si unì alla British Pacific Fleet.
Prima di raggiungere le acque dell'oceano Pacifico, tra il 24 e il 29 gennaio 1945, la forza navale britannica mise in atto l'operazione Meridian nel corso della quale vennero pesantemente attaccati gli impianti petroliferi situati nei dintorni di Palembang; durante l'operazione i Firefly ebbero a confrontarsi con i velivoli da caccia giapponesi Nakajima Ki-43 e Nakajima Ki-44, con esiti favorevoli.
Nel marzo del 1945, congiuntamente alla Quinta Flotta della United States Navy, la British Pacific Fleet partecipò alla battaglia di Okinawa, durante la quale i Firefly, oltre ai compiti ormai "ordinari" di scorta ai bombardieri e attacco alle batterie antiaeree, furono destinati all'attacco a bassa quota di aeroporti giapponesi, di ricerca degli equipaggi di velivoli abbattuti sul mare e di scorta agli idrovolanti destinati al loro soccorso. L'impiego della flotta britannica nel teatro di Okinawa ebbe termine il 26 maggio.
Dopo un periodo relativamente meno intenso, i Firefly tornarono in prima linea alla metà di luglio quando la flotta britannica raggiunse le coste del Giappone: le prime operazioni di un velivolo della Fleet Air Arm sul suolo nipponico furono affidate ai Firefly dello Squadron 1771, che il 17 luglio portarono i loro attacchi agli aeroporti di Matsushima, Sendai e Masuda. Nei due mesi successivi i reparti furono impegnati quasi quotidianamente in attacchi contro i più diversi bersagli fino a quando, a partire dal 27 agosto, il loro nuovo compito divenne quello di individuare i campi di prigionia che sarebbero stati di lì a poco oggetto di forniture di aiuti alimentari e medici.
Nel dopoguerra la penisola malese fu interessata da disordini provocati da forze irregolari della guerriglia cinese che, armate con il sostegno degli alleati nel corso del conflitto mondiale, erano ora spinte da mire indipendentiste: ne nacquero scontri con le forze regolari britanniche che si protrassero fino al 1957, quando la Malaysia divenne uno Stato autonomo. Durante questo lasso di tempo la Royal Navy impegnò la propria componente aerea in attacchi contro le milizie indipendentiste: al passaggio in zona delle portaerei britanniche (in particolare durante i loro trasferimenti verso la Corea, tra il 1950 e il 1953) i reparti di volo venivano utilizzati per il supporto delle truppe di terra. In genere tali missioni avevano anche la funzione di fornire un primo addestramento operativo agli equipaggi dei Firefly più giovani e meno esperti.
L'impegno britannico nella guerra di Corea ebbe inizio dopo soli cinque giorni dall'inizio dell'invasione nordcoreana: i Firefly dello Squadron 827, imbarcato sulla portaerei HMS Triumph, iniziarono le operazioni il 3 luglio del 1950, affiancati dai Supermarine Seafire dello Squadron 800. Gli obiettivi degli attacchi furono le infrastrutture coreane (in particolare ponti e ferrovie) oltre che le postazioni nemiche; non furono escluse le imbarcazioni da guerra, per quanto rappresentate da unità minori. L'alternanza con la quale le diverse portaerei della flotta britannica venivano impiegate nella zona delle operazioni consentì, già dall'ottobre successivo, di sostituire i velivoli della versione FR.1 inizialmente utilizzati con gli FR.5 inquadrati nello Squadron 810 imbarcato sulla HMS Theseus, accompagnati dai Sea Fury dello Squadron 807.
Dall'inizio del 1952 i reparti operanti con i Firefly si specializzarono negli attacchi contro le gallerie ferroviarie, impiegando bombe da 500 lb per provocarne il crollo degli accessi. Rari furono i combattimenti aerei e in particolare gli incontri con i MiG-15. Compito specificamente affidato ai Firefly fu quello di contrastare i voli notturni di alcuni biplani Polikarpov Po-2 impiegati dalla Chosŏn Inmin Kun Konggun che, in ragione della loro bassa velocità, riuscivano a sfuggire ai Corsair e, ancor di più, ai veloci Skyknight. Anche i Firefly non ebbero maggior successo (in due mesi e oltre duecento missioni non venne registrato alcun abbattimento di velivoli nemici), ma in seguito i voli notturni di questi piccoli velivoli cessarono e con essi le missioni notturne dei Firefly.
Al termine delle operazioni in Corea, con la partenza dell'ultima portaerei avvenuta il 16 ottobre 1953, i reparti della Fleet Air Arm fecero complessivamente registrare circa 23 000 missioni durante le quali andarono perduti un totale di 26 velivoli.

### Svezia
Nel 1948 la compagnia privata Svensk Flygjanst AB, che forniva il servizio di traino bersagli per le esercitazioni delle forze armate svedesi, optò per i Firefly come sostituti dei Miles Martinet fino ad allora utilizzati. Fu siglato un ordine per sedici aerei che vennero consegnati tra la fine del 1948 e il 1951; identificati come variante TT.1 furono mantenuti in servizio fino al 1964; due esemplari furono conservati per la successiva esposizione in musei.

### Thailandia
Nel processo di rafforzamento varato nel dopoguerra, la Kongthap Ruea Thai decise di dotarsi di una propria forza aerea, scegliendo di ricorrere al Firefly in ragione delle capacità operative messe in mostra nel corso del conflitto. Vennero così ordinati 10 esemplari di FR.1 e due velivoli da addestramento T.2 che furono consegnati nel novembre del 1951. All'epoca tuttavia la marina thailandese era stata coinvolta in un tentativo di colpo di Stato che, fallito, portò al suo ridimensionamento.
I Firefly vennero quindi presi in carico dalla Kongthap Akat Thai e assegnati allo Squadron 1 del 4° Wing, di base a Don Mueang (nel distretto di Bangkok) presso il quale rimasero in servizio fino al 1954.

## Versioni
I dati sulle versioni, se non diversamente indicato, sono tratti da "Fairey Firefly - In Action".
- Firefly Mk.I: prima versione del velivolo; era caratterizzata dal radiatore disposto al di sotto del motore con presa d'aria circolare che conferiva al Firefly un aspetto particolare con un caratteristico "mento"; furono realizzate le seguenti varianti:
  - Firefly F Mk.I (F.1): principale variante destinata al ruolo di aereo da caccia, di cui furono realizzate oltre 900 unità di cui 132 costruite su licenza dalla General Aircraft Company; i primi 470 esemplari furono dotati di motore Griffon IIB per poi passare al Griffon XII. Nel corso della produzione venne modificato (alzandolo) il cupolino del pilota e fu reso possibile l'impiego di razzi mediante l'applicazione di rastrelliere subalari.
  - Firefly FR Mk.I (FR.1): variante multiruolo (caccia e ricognizione), venne costruita contemporaneamente alla F Mk.I; dotato di apparecchiatura radar alloggiata in un radome (in materiale acrilico, dalle forme di una bomba) alloggiato al di sotto del muso, era caratterizzato da cupolino del pilota più alto al fine di garantire maggior visibilità. Fu la prima variante dotata di cannoni completamente carenati.
  - Firefly F Mk.IA (F.1A): designazione assegnata ai velivoli della serie F Mk.I convertiti allo standard FR Mk.I, mediante installazione degli apparati radar.
  - Firefly NF Mk.I (NF.1): realizzata successivamente alla sospensione della produzione dei velivoli NF Mk.II, era una variante destinata alla caccia notturna; dotata di apparati radar installati sotto il muso, era caratterizzata dai terminali di scarico antifiamma.
  - Firefly T.1: versione da addestramento realizzata nel dopoguerra modificando velivoli delle varianti F.1 e FR.1; la modifica principale consisteva nell'ampliamento e nell'innalzamento della fusoliera al fine di alloggiare un secondo posto di guida negli spazi solitamente destinati al navigatore. Complessivamente furono convertiti 36 aerei, di cui uno servì in un momento successivo come prototipo per la variante TT.1.
  - Firefly T.2: ulteriore modifica dei velivoli delle varianti Mk.I per l'addestramento degli equipaggi al bombardamento tattico. Complessivamente furono 54 gli esemplari portati a questo standard.
  - Firefly T.3: terza versione da addestramento, ricavata anche in questo caso dalla conversione di velivoli delle varianti Mk.I. Destinata alla formazione dei navigatori nelle versioni da caccia, venne realizzata in una cinquantina di esemplari sul finire degli anni quaranta.
  - Firefly TT.1: designazione assegnata ad alcuni velivoli delle serie Mk.I che, divenuti "eccedenze" nell'immediato dopoguerra, furono riacquistati dalla Fairey e trasformati in trainatori di bersagli e impiegati dalle forze armate di Svezia, Danimarca e India.
- Firefly NF Mk.II: in ordine cronologico fu la prima versione del Firefly destinata alla caccia notturna. L'alloggiamento delle apparecchiature radar nella postazione del navigatore comportò l'allungamento della fusoliera, al fine di mantenere invariato il baricentro dell'aereo compromettendone, tuttavia, le prestazioni e determinando l'interruzione della produzione della variante, in favore della NF Mk.I, dopo che ne erano state prodotte 37 unità.
- Firefly F Mk.III: si trattò di un progetto per una nuova variante da caccia rimasto allo stadio di prototipo; destinato a impiegare il nuovo Griffon 61 il velivolo non mostrò considerevoli incrementi nelle prestazioni velocistiche mentre evidenziò problemi di stabilità longitudinale. L'unico esemplare costruito venne modificato e funse da prototipo per la versione FR.4.
- Firefly Mk.IV: nuova versione del velivolo, caratterizzata dall'impiego del motore Griffon nella versione 72 al quale fu abbinato un nuovo impianto di raffreddamento che prevedeva la presenza di due radiatori inseriti nello spessore alare (nella sezione interna di ciascuna semiala). Il prototipo di questa nuova versione, un Mk.I modificato, fu portato in volo con successo nella primavera del 1944.
  - Firefly FR.4: variante da caccia e ricognizione, era equipaggiata con radar, alloggiato in un radome agganciato alla semiala di sinistra, controbilanciato nella semiala di destra da un serbatoio di carburante dalle stesse forme e dimensioni. Modifiche furono introdotte anche nella forma delle ali e dell'impennaggio. Consegnati per il servizio operativo a partire dal mese di agosto del 1947.
  - Firefly NF.4: variante destinata alla caccia notturna, costituita dalla conversione di esemplari della serie FR.4; le modifiche riguardavano solo la dotazione strumentale del velivolo e non erano percettibili esteriormente.
  - Firefly TT.4: conversione di esemplari della serie FR.4 in velivoli per il traino dei bersagli.
- Firefly Mk.5: versione realizzata sulla base della precedente esperienza con l'FR.4, presentava quale principale modifica l'introduzione di un sistema idraulico per il ripiegamento delle ali 
  - Firefly FR.5: principale variante della versione "5" del Firefly, ancora una volta prevedeva l'impiego in più ruoli (caccia, ricognizione, attacco). Le consegne ai reparti iniziarono nel gennaio del 1948.
  - Firefly AS.5: esemplari della variante FR.5 vennero modificati per l'impiego nella lotta antisommergibile; dotati di 12 boe sonar da lanciare, erano equipaggiati con un'apparecchiatura ricevente alloggiata in un radome retraibile, controllata dal navigatore.
  - Firefly NF.5: anche in questo caso si trattava di velivoli nati come FR.5 e convertiti all'impiego come caccia notturni; le principali differenze erano costituite dalle diverse dotazioni radar e dall'impiego di un radioaltimetro.
  - Firefly T.5: versione per l'addestramento realizzata modificando, in modo analogo a quanto già avvenuto per la variante T.1, esemplari di FR.5; venne impiegata dalla Royal Australian Navy.
  - Firefly TT.5: definizione assegnata a due esemplari di FR.5 modificati per il traino di bersagli; anche in questo caso l'utilizzatore fu la RAN.
  - Firefly U.9: fu la designazione ricevuta da quaranta esemplari della variante FR.5 che, divenuti surplus operativo, vennero trasformati in droni, sull'onda del successo ottenuto dalle precedenti versioni U.7 e U.8.
- Firefly Mk.6: nuova versione realizzata, su richiesta dell'Ammiragliato britannico, in funzione antisommergibile.
  - Firefly AS.6: comparsa nel marzo del 1949, venne studiata per consentire la compatibilità nell'impiego di strumentazione di ricerca dei sommergibili sia britannica sia statunitense. Strutturalmente analoga alla Mk.5, ma priva dell'armamento difensivo ritenuto superfluo, venne dotata di rastrelliere subalari che consentissero l'impiego di una vasta gamma di armi di caduta (razzi, mine marine, cariche di profondità) e boe sonar.
  - Firefly TT.6: analogamente a quanto avvenuto per le versioni precedenti, quattro esemplari di AS.6 furono modificati (dalla Royal Australian Navy) per il traino di bersagli.
- Firefly Mk.7: ultima versione del Firefly, venne anch'essa destinata specificamente alla lotta antisommergibile; si distaccava considerevolmente dalle più recenti varianti, riprendendo le caratteristiche della Mk.1 (in particolare il radiatore anulare disposto nella parte anteriore della fusoliera). Si caratterizzava per l'impiego di tre membri d'equipaggio, dei quali due alloggiati nella cabina posteriore.
  - Firefly AS.7 (T.7): variante richiesta espressamente per fungere "ad interim" come velivolo di punta della FAA nei compiti antisom, in attesa della comparsa del Fairey Gannet la cui realizzazione era in ritardo con i tempi, montava il motore Griffon 57 e un nuovo radar da ricerca, la cui installazione fu spostata nella sezione più esterna dell'ala. Problemi di stabilità in volo, in particolare alle basse velocità, condizionarono la vita operativa del velivolo che, contrariamente alle intenzioni iniziali, venne relegato a compiti di addestramento svolto da basi sulla terraferma.
  - Firefly T.7D: fu la designazione con la quale vennero indicati due velivoli della serie T.7 trasformati in aerei guida dei droni.
  - Firefly U.7: un singolo esemplare, che funse da prototipo per la realizzazione della variante U.8, standard al quale venne, in un secondo tempo, completamente adeguato.
  - Firefly T.8: lotto di sei esemplari utilizzato per le prove della versione "U.8" alla quale, anch'essi, furono successivamente aggiornati.
  - Firefly U.8: si trattò di una versione appositamente realizzata come drone per fungere da bersaglio nello sviluppo delle armi guidate a distanza. Complessivamente ne furono realizzati quaranta esemplari, di cui sei da conversioni di esemplari della variante T.7 e i restanti di nuova costruzione. Gli esemplari che sopravvissero alle sperimentazioni vennero poi "cannibalizzati" per fornire parti di ricambio per i velivoli ancora in uso.

## Utilizzatori
Australia
- Royal Australian Navy Fleet Air Arm

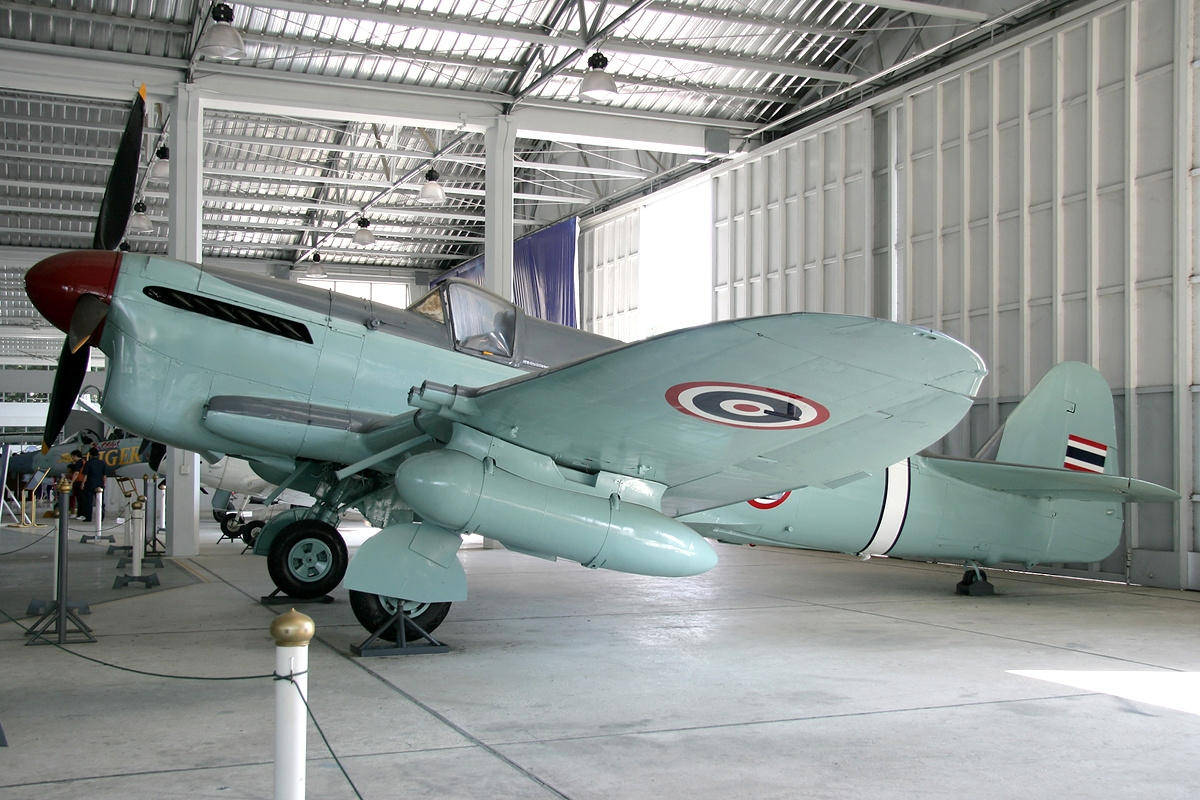
Fairey Firefly FR.1, Royal Thai Air Force

 Canada
- Royal Canadian Navy

 Danimarca
- Flyvevåbnet

 Etiopia
- Ethiopian Air Force

 India
- Indian Naval Air Arm

 Paesi Bassi
- Marine Luchtvaartdienst

 Regno Unito
- Fleet Air Arm

 Svezia
- Svensk Flygtjanst AB

 Thailandia
- Royal Thai Air Force

### Annotazioni
1. ↑  All'epoca di proprietà del costruttore, oggi non più esistente e inglobata nell'area dell'Aeroporto di Londra-Heathrow.
2. ↑  Nel dopoguerra il sistema di designazione britannico abbandonò i numeri romani per passare a quelli arabi.
3. ↑  La città di Masuda, nel 2005, si fuse insieme ad altre per dare origine all'agglomerato urbano di Yokote.

### Fonti
1. 1 2  Bussy, 2001, p. 58.
2. 1 2 3  Harrison, 2006, p. 6.
3. ↑  Butler, 2004, p. 167.
4. ↑  www.fleetairarmarchive.net, Fairey Firefly.
5. 1 2 3  Butler, 2004, p. 173.
6. ↑  Bussy, 2001, p. 2.
7. 1 2 3  Bussy, 2001, p. 4.
8. ↑  Harrison, 2006, p. 5.
9. 1 2  Bussy, 2001, p. 5.
10. ↑  Thetford, 1991, p. 172.
11. 1 2 3 4 5 6 7  Rickard J., Firefly NF.2, in "www.historyofwar.org".
12. 1 2 3 4 5 6  Harrison, 2006, p. 28.
13. 1 2 3 4  Bussy, 2001, p. 20.
14. 1 2  Bussy, 2001, p. 25.
15. 1 2 3 4 5  Thetford, 1991, p. 181.
16. 1 2 3 4 5  Bussy, 2001, p. 26.
17. 1 2 3 4 5 6 7  Harrison, 2006, p. 29.
18. 1 2  Harrison, 2006, p. 33.
19. 1 2 3  Bussy, 2001, p. 31.
20. ↑  Thetford, 1991, p. 182.
21. 1 2 3 4 5 6  Harrison, 2006, p. 34.
22. 1 2 3 4  Harrison, 2006, p. 35.
23. 1 2  Bussy, 2001, p. 51.
24. ↑  Thetford, 1991, p. 189.
25. ↑  Bussy, 2001, p. 52.
26. ↑  Harrison, 2006, p. 38.
27. 1 2 3 4 5 6 7  Harrison, 2006, p. 39.
28. ↑  Harrison, 2006, p. 10.
29. 1 2  Bussy, 2001, p. 19.
30. ↑  Harrison, 2006, p. 24.
31. 1 2 3 4  Harrison, 2006, p. 47.
32. 1 2 3 4 5 6 7  Harrison, 2006, p. 48.
33. 1 2 3 4 5 6  Harrison, 2006, p. 49.
34. 1 2 3  Bussy, 2001, p. 6.
35. 1 2  Bussy, 2001, p. 12.
36. ↑  Bussy, 2001, p. 11.
37. 1 2 3  Bussy, 2001, p. 13.
38. ↑  Bussy, 2001, p. 17.
39. 1 2 3 4 5  Harrison, 2006, p. 42.
40. 1 2  Harrison, 2006, p. 45.
41. ↑  Warbird Registry, Fairey Firefly/DT989.
42. ↑  Warbird Registry, Fairey Firefly/MB410.

### Periodici
- (EN) Geoffrey Bussy, Fairey Firefly: F.Mk.1 to U.Mk.9, in Warpaint Series, n. 28, Milton Keynes, U.K., Hall Park Books Ltd., 2001.
- (EN) William A. Harrison, Fairey Firefly, in In Action, n. 200, Carrollton, Texas, Squadron/Signal Publications Inc., 2006, ISBN 0-89747-501-1.
- William Green, Aerei stranieri nella 2ª Guerra Mondiale - Caccia - Gran Bretagna, in Dimensione cielo, n. 21, Roma, Edizioni Bizzarri, 1972, ISBN non esistente.